# Alexander Jurjewitsch Nesterow
Alexander Jurjewitsch Nesterow (russisch Александр Юрьевич Нестеров; * 30. September 1985 in Moskau, Russische SFSR) ist ein russischer Eishockeyspieler, der seit August 2018 bei HK Arlan Kökschetau unter Vertrag steht.

## Karriere
Alexander Nesterow begann seine Karriere als Eishockeyspieler in seiner Heimatstadt in der Nachwuchsabteilung des HK ZSKA Moskau, für dessen zweite Mannschaft er von 2002 bis 2005 in der drittklassigen Perwaja Liga aktiv war. Von dort aus wechselte er zum HK Dmitrow, für den er in den folgenden eineinhalb Jahren in der Wysschaja Liga, der zweiten russischen Spielklasse, auflief. Im Laufe der Saison 2006/07 wechselte der Flügelspieler zu Chimik Moskowskaja Oblast, für das er anschließend ebenfalls eineinhalb Jahre in der Superliga antrat. 
Ab der Saison 2008/09 stand Nesterow für Atlant Mytischtschi, wie Chimik Moskowskaja Oblast seit einer Umbenennung im Jahr 2008 heißt, in der neu gegründeten Kontinentalen Hockey-Liga auf dem Eis. Nach drei Jahren wechselte er zur Saison 2011/12 zum HK Awangard Omsk.
Im Mai 2013 wechselte er zusammen mit Igor Wolkow zum HK Spartak Moskau, verließ den verein jedoch im Dezember des gleichen Jahres, als er gegen Nikolai Lemtjugow vom HK Sibir Nowosibirsk eingetauscht wurde.
Über die weiteren Stationen Admiral Wladiwostok (bis November 2014) und Awtomobilist Jekaterinburg (bis Mai 2015) wechselte er zur Saison 2015/16 zu Salawat Julajew Ufa. Für Salawat kam er bis Mai 2017 in über 100 KHL-Partien zum Einsatz, in denen er 23 Scorerpunkte erzielte.

## Erfolge und Auszeichnungen
- 2019 Gewinn des IIHF Continental Cups mit dem HK Arlan Kökschetau

## KHL-Statistik
(Stand: Ende der Saison 2016/17)